# St. Markus (Ziegelroda)

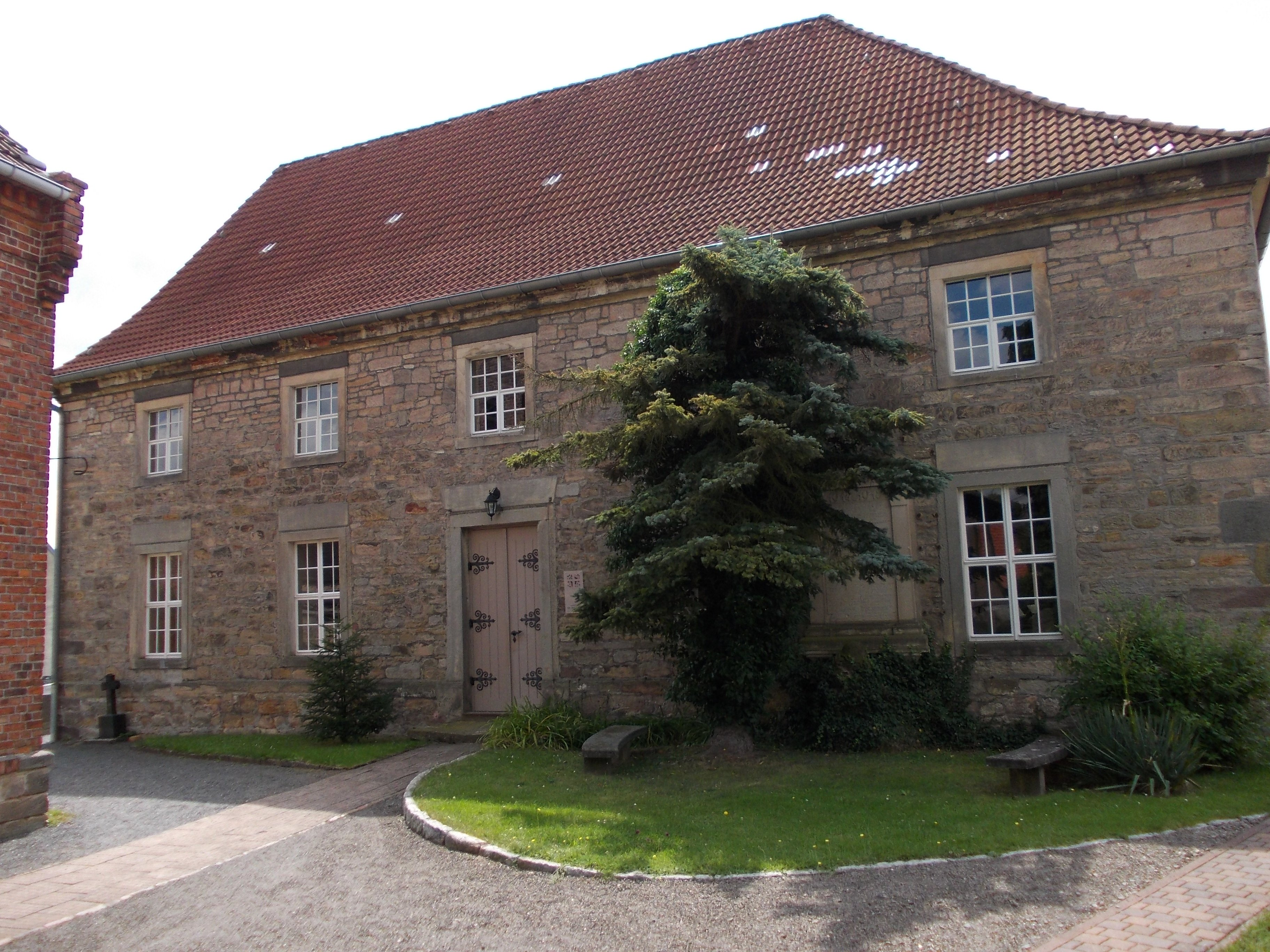
Kirche St. Markus in Ziegelroda

St. Markus ist eine denkmalgeschützte evangelische Kirche im Ortsteil Ziegelroda der Stadt Querfurt in Sachsen-Anhalt. Im örtlichen Denkmalverzeichnis ist sie unter der Erfassungsnummer 094 06099 als Baudenkmal verzeichnet. Die Kirchengemeinde gehört zum Kirchspiel Querfurt im Kirchenkreis Merseburg der Evangelischen Kirche in Mitteldeutschland.

## Geschichte
Im Jahr 1814 erhielt Ziegelroda eine neue Kirche, bei der auf einen Turm verzichtet wurde. Ein Glockenstuhl auf einem Platz nördlich der Kirche soll bereits nach dem Dreißigjährigen Krieg um 1650 errichtet worden sein. Vermutlich wurde er aber mit der Kirche neu erbaut. Um 1960 wurde das Innere der Kirche saniert und die Farbfassung geändert, nach 1990 wurden die Fenster grundlegend überholt und das Dach erneuert.
Neben dem Portal findet sich eine Gedenktafel für die Gefallenen des Ersten Weltkriegs. Den Friedhof umgibt eine Bruchsteinmauer.

## Architektur und Ausstattung
Die Kirche zeigt sich als rechteckiger Saalbau in Gestalt eines Repräsentationsgebäudes ohne Turm. Mehrere Rechteckfenster durchbrechen die Wände. Die Ostfront des Giebels ziert ein Kreuz. Das Innere wird von einer hellen Balkendecke mit Schablonenmalerei aus dem Jahr 1898 überspannt und von einer Hufeisenempore umrahmt. Die Farbfassung ist äußerst schlicht und hell. Die Ostfront zeigt einen runden Kanzelkorb aus Holz, links und rechts davon zwei Fensterbänder.

## Orgel
Die Orgel mit barockem Prospekt schuf 1827 Friedrich Wilhelm Wäldner aus Halle, das Werk besitzt zehn Register auf einem Manual und Pedal mit mechanischen Schleifladen.

## Glocken

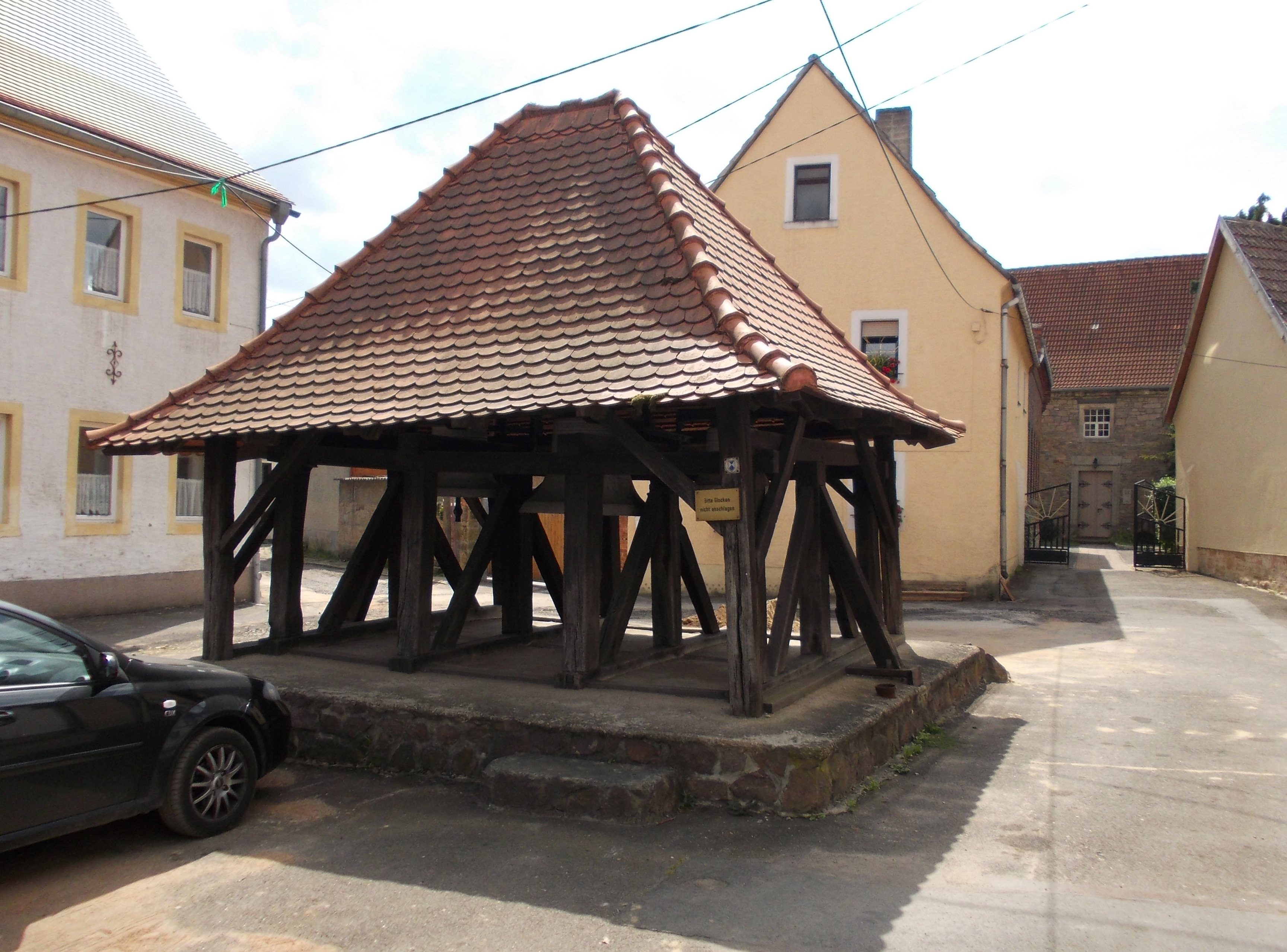
Glockenstuhl Ziegelroda

Der Glockenstuhl vor der Kirche ist in Fachwerkbauweise errichtet und wird daher auch zu den Glockenhäusern gezählt. Im Jahr 1919 schuf die Gießerei Schilling & Lattermann drei neue Glocken aus Eisenhartguss für den Glockenstuhl, die an gekröpften Jochen per Hand betätigt läuten. Die Tonfolge ist as′ – c″ – es″. Die Glocken tragen die einen Satz bildenden Inschriften „In eiserner Zeit“ (Glocke 1), „Dem Herrn geweiht“ (Glocke 2), „Zur Seligkeit“ (Glocke 3). Zudem findet sich auf ihnen sie das Wappen derer von Witzleben und die Jahreszahl 1919. Bereits zuvor lassen sich verschiedene Glocken in Ziegelroda belegen. Sie sollen in den Jahren 1848, 1864 und 1902 gegossen worden sein, wobei die jüngste aus Laucha stammte. Sie ersetzte die bis dahin älteste Glocke aus dem Jahr 1712, die dafür umgegossen wurde. Im Ersten Weltkrieg wurden diese drei älteren Glocken als Metallspende des deutschen Volkes eingeschmolzen. Die Straße, die zum Glockenträger führt, heißt Am Glockenstuhl.